# ستيف هربرت
ستيف هربرت (بالإنجليزية: Steve Herbert)‏ هو سياسي أسترالي، ولد في 30 أبريل 1954 في ملبورن في أستراليا. حزبياً، نشط في حزب العمال الأسترالي. وقد انتخب عضو المجلس التشريعي الفيكتوري عن دائرة Northern Victoria Region ‏ (29 نوفمبر 2014 – 6 أبريل 2017) وانتخب عضو الجمعية التشريعية فيكتوريا عن دائرة Electoral district of Eltham ‏ (30 نوفمبر 2002 – 4 نوفمبر 2014).